# ドラガン・ボスコヴィッチ
ドラガン・ボスコヴィッチ（セルビア語: Dragan Bošković、1985年12月27日 - ）は、モンテネグロの元サッカー選手。元モンテネグロ代表。現役時代のポジションはMFもしくはFW。

## クラブ歴
2004年から2009年にかけてFKグルバリに在籍し、その後FKブドゥチノスト・ポドゴリツァに移籍。
2013年からタイ・プレミアリーグのスパンブリーFCに移籍。2015年にバンコク・ユナイテッドFCに移籍。2017年のJリーグ アジアチャレンジの鹿島アントラーズ戦では前半にハットトリックを達成、チームの勝利の立役者となった。
2018年、ポートFCに移籍。
2020年1月10日、チョンブリーFCに加入。

## 代表歴
2012年2月29日のアイスランド代表との親善試合で途中出場し代表初出場となったが出場はこの1試合に止まった。